# Fluminimaggiore
Fluminimaggiore ist eine italienische Gemeinde (comune) mit 2631 Einwohnern (Stand 31. Dezember 2023) in der Provinz Sulcis Iglesiente auf Sardinien. Die Gemeinde liegt etwa 31 Kilometer von Carbonia und etwa 14 Kilometer nordnordwestlich von Iglesias am Parco Geominerario Storico ed Ambientale della Sardegna. Im Nordwesten liegt ein kleiner Küstenabschnitt zum Mittelmeer.

## Geschichte
In der Nähe von Fluminimaggiore steht der punische Tempel von Antas aus der Zeit um 500 vor Christus. Auch Siedlungsspuren, die bereits aus der Zeit der Nuraghenkultur stammen, wurden auf dem Boden der heutigen Gemeinde entdeckt.

## Verkehr
Durch die Gemeinde führt die Strada Statale 126 Sud Occidentale Sarda von Porto Sant’Antioco nach Marrubiu.